# Ясеневка (Ярославская область)
Ясеневка — посёлок в Гаврилов-Ямском районе Ярославской области. Входит в состав Шопшинского сельского поселения.

## История
В 1968 году указом президиума ВС РСФСР посёлок при бывшей Коромысловской машинно-тракторной станции переименован в Ясеневка.

## Население
| 2007 | 2010 |
| ---- | ---- |
| 18   | ↗30  |